# Frederico de Freitas
Frederico Guedes de Freitas, né à Lisbonne (Portugal) le 15 novembre 1902  et mort le 12 janvier 1980 dans la même ville, est un compositeur, chef d'orchestre, musicologue et pédagogue de musique classique portugais.

## Biographie
Frederico de Freitas étudie au Conservatoire National, remportant le Prix de Composition en 1926 pour son Nocturno pour violoncelle et piano. Il est également chef d'orchestre  de l'orchestre de chambre de la société de radiodiffusion portugaise, ainsi que directeur adjoint de sa symphonie. En 1940, il crée la Sociedade Coral de Lisboa et, de 1949 à 1953, il dirige l'Oporto Symphony.
De Freitas compose dans de nombreux genres différents. Sa musique varie du caractère polytonal au caractère nationaliste et pictural. Ses œuvres comprennent un opéra radiophonique, des musiques de film (A Severa), des ballets et de nombreuses autres compositions orchestrales, en plus de pièces vocales, de musique de chambre et de piano.